# Hard to Earn
Hard To Earn è il quarto disco dei Gang Starr pubblicato nel 1994.

## Tracce
1. Intro (The First Step) - 0:54
2. ALONGWAYTOGO - 4:13
3. Code of the Streets - 3:29
4. Brainstorm - 3:02
5. Tonz "O" Gunz - 3:55
6. The Planet - 5:16
7. Aiiight Chill - 3:13 featuring Nas, A.G., Masta Ace, MC Eiht, DJ Scratch & Mister Cee
8. Speak Ya Clout - 3:35 featuring Lil' Dap & Jeru the Damaja
9. DWYCK - 4:03 featuring Nice & Smooth
10. Words from the Nutcracker - 1:29 featuring Melachi the Nutcracker
11. Mass Appeal - 3:41
12. Blowin' up the Spot - 3:10
13. Suckas Need Bodyguards - 4:05 featuring Melachi the Nutcracker
14. Now You're Mine - 2:55
15. Mostly Tha Voice - 3:38
16. F.A.L.A - 4:17 featuring Big Shug
17. Comin' for Datazz - 4:02